# Natrijev niobat
Natrijev niobat (NaNbO3) je od sredine prejšnjega stoletja do danes predmet intenzivnih raziskav. V zgodnjih raziskavah v dvajsetem stoletju so NaNbO3 označili kot feroelektrik. Leta 1951, ko so uvedli pojem antiferoelektričnosti, je Vousden dokazal, da je NaNbO3 pri sobni temperaturi antiferoelektrik. Feroelektričnost v NaNbO3 lahko vzbudimo z električnim poljem. Inducirana feroelektrična faza je stabilna do približno 270 °C. 
Za NaNbO3 so značilne kompleksne polimorfne pretvorbe od feroelektrične faze romboedrične kristalne singonije, stabilne pri temperaturah pod –100 °C, do antiferoelektričnih faz ortorombske kristalne singonije in kubične paraelektrične faze, ki je stabilna pri temperaturah nad 640 °C. S polimorfnimi pretvorbami NaNbO3 so se začeli ukvarjati že v zgodnjih petdesetih letih in nadaljevali vse do konca dvajsetega stoletja. 
NaNbO3 ima perovskitno strukturo. Slika prikazuje strukturo faze P-NaNbO3, ki je stabilna pri sobni temperaturi. Strukturo sestavljajo oktaedri NbO6, ki so nekoliko nagnjeni (ang.: tilt) glede na os v b-smeri in so v tej smeri povezani preko robov. Kationi Na+ se nahajajo v prazninah med oktaedri. Vsak kation Na+ obdajajo štirje anioni O2–. 
Že v zgodnjih šestdesetih letih dvajsetega stoletja so ugotovili, da lahko NaNbO3 tvori vrsto trdnih raztopin z zanimivimi lastnostmi. Sisteme trdnih raztopin (1–x)NaNbO3-xABO3 razdelimo v dve skupini glede na vrsto perovskitne faze ABO3:
-	Skupina I: Že majhen dodatek feroelektrične faze ABO3 (nekaj % v molskem deležu) v NaNbO3 vzbudi feroelektričnost. Takšne trdne raztopine imajo običajno oster maksimum dielektrične konstante pri Curiejevi temperaturi. V to skupino spadata trdni raztopini, ki sta zanimivi za piezoelektrične aplikacije in sicer (KxNa1–x)NbO3 in (LixNa1–x)NbO3. Poleg dobrih piezoelektričnih lastnosti sta trdni raztopini tudi ekološko prijazna materiala, saj ne vsebujeta svinca, tako kot najbolj razširjeni piezoelektrični materiali na osnovi svinčevih perovskitov, kot je trdna raztopina Pb(ZrxTi1–x)O3. 
-	Skupina II: Antiferoelektričnost NaNbO3 se ohrani do razmeroma visokih vrednosti x ali deležih komponente ABO3. Z razliko od skupine I v to skupino uvrščamo ABO3 spojine z antiferoelektričnim in paraelektričnim značajem. Pri določenih sestavah x > x0 se pojavi širok maksimum dielektrične konstante v odvisnosti od temperature. Temperatura maksimuma dielektrične konstante Tm je odvisna od frekvence, kar je značilno za relaksorje. Relaksorsko obnašanje so potrdili v sistemu NaNbO3-NaTaO3, kjer so pokazali, da keramika NaNb0,3Ta0,7O3 ne kaže strukturnih sprememb pri ohlajanju preko temperature Tm. V skupino II uvrščamo trdne raztopine med NaNbO3 in perovskitnimi fazami kot so BiFeO3, CaTiO3, SrTiO3 in NaTaO3. Poleg tega spadajo v to skupino tudi trdne raztopine med NaNbO3 in ternarnimi spojinami kot so A0,5Bi0,5TiO3, kjer je A = Na, Ag. Trdne raztopine iz skupine II so odprle novo pot pri iskanju relaksorskih materialov brez svinca.  
Za večino relaksorskih sistemov iz skupine II so temperature maksimumov dielektrične konstante Tm pod sobno temperaturo, kar predstavlja oviro pri uporabi tovrstnih materialov. Poleg tega so tudi maksimalne vrednosti dielektrične konstante nižje kot pri relaksorjih na osnovi svinca (na primer Pb(Mg1/3Nb2/3)O3). Podobno velja tudi za druge sisteme relaksorjev brez svinca kot sta NaNbO3-BaTiO3 in NaNbO3-BaSnO3.